# 中国地质学会
中国地质学会是中国地质学科领域的学术组织，隶属于中国科学技术协会。

## 概况
中国地质学会的前身是1909年在天津成立的中国地学会。1922年2月3日，著名学者章鸿钊、翁文灏、王烈、丁文江、李四光、葛利普（A. W. Grabau）等26人于在北京兵马司胡同9号创立中国地质学会，第一届学会会长为章鸿钊，秘书长为谢家荣。1935年学会迁往南京，并成立了第一个地方分会——北京分会。1960年代开始设立专业委员会。
学会是国际地质科学联合会的成员，学会原理事长张宏仁曾任国际地质科学联合会主席。

## 历任理事长（会长）
- 第一届（1922年）：章鸿钊
- 第二届（1923年）：丁文江
- 第三届（1924年）：翁文灏
- 第四届（1925年）：王宠佑
- 第五届（1926年－1927年）：翁文灏
- 第六届（1928年）：丁文江
- 第七届（1929年）：李四光
- 第八届（1930年）：朱家骅
- 第九届（1931年）：翁文灏
- 第十届（1932年－1933年）：李四光
- 第十一届（1934年）：谢家荣
- 第十二届（1935年）：叶良辅
- 第十三届（1936年）：杨钟健
- 第十四届（1937年）：杨钟健
- 第十五届（1938年）：黄汲清
- 第十六届（1939年）：李四光
- 第十七届（1940年）：尹赞勋
- 第十八届（1941年）：翁文灏
- 第十九届（1942年）：朱家骅
- 第二十届（1943年）：孙云铸
- 第二十一届（1944年）：李春昱
- 第二十二届（1945年）：李四光
- 第二十三届（1946年－1947年）：谢家荣
- 第二十四届（1948年）：俞建章
- 第二十五届（1948年－1949年）：李春昱
- 第二十六届（1949年－1950年）：李四光
- 第二十七届（1951年）：李四光
- 1952年：孙云铸[3]
- 第二十八届（1953年）：李四光
- 第二十九届（1954年－1956年）：李四光
- 第三十届（1957年－1962年）：李四光
- 第三十一届（1962年－1979年）：李四光
- 第三十二届（1979年－1982年）：黄汲清
- 第三十三届（1982年－1988年）：程裕淇
- 第三十四届（1988年－1992年）：朱训
- 第三十五届（1992年－1996年）：张宏仁
- 第三十六届（1997年－1999年）：宋瑞祥
- 第三十七届（2000年－2005年）：孙文盛（代）
- 第三十八届（2006年－2008年）：孙文盛
- 第三十八届（2008年－2011年）：徐绍史
- 第三十九届（2011年－2016年）：徐绍史[4]
- 第三十九届（2016年－2017年）：钟自然[5]
- 第四十届（2017年－2023年）：钟自然